# Lopholejeunea vojtkoana
Lopholejeunea vojtkoana là một loài Rêu trong họ Lejeuneaceae. Loài này được Sass-Gyarmati mô tả khoa học đầu tiên năm 2008.